# Golpe de Estado de Kornílov
El golpe de Estado de Kornílov fue un intento fallido de golpe de Estado contrarrevolucionario llevado a cabo por el comandante en jefe del Ejército ruso, el general Lavr Kornílov, en septiembre de 1917. El Gobierno provisional ruso y los sóviets recibieron el apoyo mayoritario de la población e hicieron fracasar el golpe a los pocos días del alzamiento militar.
Rusia participó desde el principio en la Primera Guerra Mundial, declarando la guerra a los Imperios Centrales el 2 de agosto de 1914. La Revolución de Febrero de 1917 acabó con la monarquía, pero no con la guerra. Convencido de que una victoria militar favorecería sus infructuosos intentos de alcanzar la paz reforzando la posición rusa ante sus aliados de la Triple Entente, el Gobierno organizó una ofensiva a comienzos del verano. Tras el fracaso de la Ofensiva de Kérenski en julio, el nuevo primer ministro, Aleksandr Kérenski, nombró al general Lavr Kornílov nuevo comandante en jefe del Ejército ruso; desde el comienzo surgieron roces entre ambos por los deseos del general de aplicar una serie de reformas conservadoras y opuestas a los consejos que, en su opinión, debían servir para mejorar la situación militar. Pronto Kornílov se convirtió en el candidato de las dispersas organizaciones conservadoras y de los representantes de la Entente para encabezar un nuevo Gobierno.
A mediados de agosto, Kornílov presentó un plan de reforma que equivalía a la implantación de una dictadura militar y que Kérenski rechazó, a pesar del apoyo del viceministro de Defensa, el socialrevolucionario Sávinkov. Kornílov prefería aplicar sus medidas con la colaboración del Gobierno, pero se preparó para hacerlo incluso contra él; Kérenski, por su parte, deseaba tratar con él desde una postura reforzada por la Conferencia Estatal de Moscú, pero fracasó por la creciente polarización política.
A finales de agosto y comienzos de septiembre parecía que Kérenski y Kornílov llegarían a un acuerdo para aplicar las reformas políticas y militares, pero la confusa intervención del antiguo procurador del Santísimo Sínodo Gobernante, Vladímir Lvov, confundió a ambos: Kornílov creyó que Kérenski había aceptado plenamente sus planes y este que Kornílov le presentaba un ultimátum y pretendía apartarlo del poder. El primer ministro forzó entonces la rebelión abierta del general al destituirlo; la marcha de este contra la capital resultó un fracaso, desbaratada por la resistencia no tanto del impotente Gobierno como de los sóviets y, especialmente, de los bolcheviques, que se recuperaron políticamente del revés sufrido en las Jornadas de Julio.
El fallido golpe acrecentó el desprestigio y debilitamiento de Kérenski, desacreditó a la derecha y aceleró los preparativos bolcheviques para tomar el poder.

## Antecedentes

### Crisis nacional
En agosto de 1914, Rusia entró en la Primera Guerra Mundial. En 1917, tras el derrocamiento del zar Nicolás en la Revolución de Febrero, Rusia se hallaba en una grave crisis, acentuada por la inacción del Gobierno: en el campo la falta de una profunda reforma agraria aumentaba el descontento del campesinado y reducía la producción, en las ciudades disminuía también la producción industrial, aumentaba el desempleo y crecía la penuria del proletariado, lo que radicalizó políticamente a este sector. La falta de bienes de consumo y principalmente de alimentos llevó a ciertas regiones del país al borde del hambre; la escasez fomentó la inflación y el mercado negro. La escasez afectaba también al Ejército, falto de víveres, armamento y vestido; esta minaba el espíritu de combate de las tropas y su confianza en las autoridades civiles y militares y las hacía cada vez más receptivas a la propaganda de la extrema izquierda derrotista. La orden número 1 democratizó el Ejército, pero destruyó la antigua disciplina y el control gubernamental de las unidades; la situación militar era gravísima.
Kérenski fue incapaz de consensuar con los ministros de su gabinete un programa de reformas y, temeroso de la reacción popular a medidas represivas para restaurar el orden sin contar con estas reformas como contrapeso, se encontró paralizado. Esta parálisis decepcionó a los conservadores, parte de los liberales y a los Aliados; para estos grupos, la opción de implantar una dictadura respaldada por liberales y conservadores parecía la única opción para eliminar la dualidad de poder político mediante la supresión del Sóviet de Petrogrado y conducir a la población a la defensa del país. La exigencia de reformas se consideraba irresponsable y causa del caos en el país. Para estos grupos, era necesaria la eliminación de la dualidad del poder, el reforzamiento del Gobierno y la supresión de los consejos y del detestado partido bolchevique. Esta postura era mayoritaria entre los kadetes y algunas destacadas organizaciones como la Unión de Terratenientes o la Unión Nacional de Comercio e Industria a finales del verano de 1917. Reacios a participar directamente en la preparación de un golpe de Estado, estos grupos trataron primero de ejercer presión sobre el Gobierno para que adoptase las medidas que deseaban para restaurar el orden y la capacidad de combate del Ejército. Temerosos de la reacción popular a posibles medidas autoritarias, trataban de utilizar al Gobierno y a los socialistas moderados como intermediarios que justificasen estas acciones ante la población. Otro grupo, más radical y formado principalmente por militares, sin embargo, se mostró dispuesto ya desde la primavera a colaborar en tal empresa; sus principales organizaciones eran la Unión de Oficiales del Ejército y la Armada, la Liga Militar y la Unión de Caballeros de San Jorge. Entre las organizaciones civiles de orientación similar se contaban la Sociedad para la Rehabilitación Económica de Rusia, presidida por Aleksandr Guchkov y Alekséi Putílov, y el Centro Republicano.

### Fracaso de la ofensiva de julio

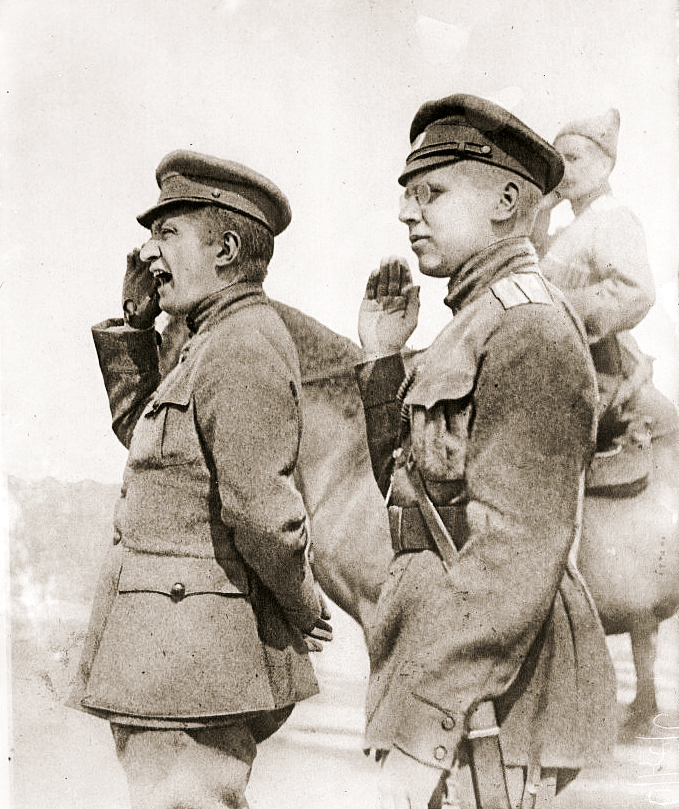
Aleksandr Kérenski, ministro de Defensa del Gobierno provisional ruso, arengando a las tropas en el verano de 1917. El fracaso de la ofensiva de junio precipitó el nombramiento de Kornílov como comandante en jefe del Ejército, a pesar de las dudas de Kérenski.

El Gobierno se encontraba cada vez más acosado por las exigencias del Sóviet de Petrogrado. Tras la derrota de la Ofensiva de Kérenski en julio de 1917, este, recién nombrado primer ministro del Gobierno provisional, atribuyó a las proclamas del Sóviet la desmoralización que había llevado a la derrota. Kornílov, que no pudo acudir el 16 de juliojul./ 29 de juliogreg. a la reunión del primer ministro con los mandos militares por la delicada situación en el frente suroeste, solicitó la restricción de los poderes de los soviets de soldados, la restauración de la pena de muerte y de los tribunales militares en la zona del frente y la prohibición de las reuniones políticas y de la propaganda antipatriota entre las tropas. Pidió, sin embargo, el reforzamiento de los comisarios políticos y la reorganización del alto mando, insinuando que la razón de la derrota no se encontraba únicamente en las tropas, sino también en la dirección de las operaciones. Durante la ofensiva, alrededor de dos centenares de desertores fueron ahorcados tras restaurar Kornílov unilateralmente la pena de muerte en su sector del frente.
A pesar de la protesta del comandante en jefe del Ejército, inmediatamente después de la fracasada ofensiva Kornílov fue nombrado comandante del frente suroeste. Kornílov exigió poder disparar contra los desertores. Su telegrama al primer ministro, redactado por su asesor Vasili Zavoiko, era tan amenazador que Sávinkov tuvo que solicitar que fuese enmendado. Kornílov ordenó el uso de las ametralladoras y de la artillería contra las unidades que se retirasen sin haber recibido órdenes para ello incluso antes de recibir el beneplácito gubernamental a la medida; Kérenski, por su parte, había enviado una orden similar el 9 de juliojul./ 22 de juliogreg., antes de recibir la exigencia de Kornílov. Tres días más tarde y por recomendación del primer ministro, el Gobierno aprobó la restauración de la pena de muerte en el frente con el objetivo de mantener la disciplina militar. En la prensa, sin embargo, se dio la impresión de que Kérenski actuaba presionado por Kornílov, lo que llevó a un aumento del prestigio de este en los círculos conservadores a costa del Gobierno.
Pareciendo, no obstante, el hombre adecuado para realizar las reformas militares consideradas necesarias y más moderado que sus colegas, favorable a la implantación de medidas draconianas, pero con inclinaciones demócratas y con el favor de Borís Sávinkov —comisario del frente suroccidental donde servía Kornílov, cercano a Kérenski y a punto de asumir el cargo de viceministro de Defensa—, tomó posesión como comandante en jefe el 19 de juliojul./ 1 de agosto de 1917greg., relevando a Brusílov, aunque Kérenski pronto se planteó destituirlo al exigir el general unas condiciones para aceptar el nombramiento que podían conllevar su independencia del Gobierno. El gabinete, sin embargo, decidió respaldar a Kornílov a pesar de las dudas de Kérenski. Para entonces era plenamente conocida su escasa simpatía por la revolución y sus tratos con elementos conservadores. Estos consideraron el nombramiento de Kornílov como un paso político hacia la implantación de un futuro Gobierno autoritario y mostraron su satisfacción. Al ser nombrado para el puesto, Kornílov declaró que solo respondería ante su conciencia y ante «el pueblo» y que no permitiría la injerencia en las operaciones militares del Gobierno o de los consejos; sus relaciones con el gabinete, especialmente con los ministros socialistas, fue tensa desde el principio. Sávinkov y Filonenko, sin embargo, lograron convencer al primer ministro y al nuevo comandante en jefe de que su cooperación era necesaria para restaurar la disciplina militar y la autoridad gubernamental. Para Kérenski, Kornílov parecía un hombre decidido, era muy popular entre la derecha política cuyo respaldo necesitaba para apuntalar su posición y era una de las escasas opciones entre los mandos veteranos del Ejército, en su mayoría reaccionarios y hostiles al primer ministro. Sávinkov y Filonenko —nombrado comisario gubernamental ante el alto mando— debían moderar a Kornílov como ya habían logrado en el primer enfrentamiento a propósito de su nombramiento y permitir al primer ministro controlar al general.

### Los apoyos de Kornílov
Ya en abril algunos conservadores se habían reunido con oficiales del Estado Mayor para sopesar la posibilidad de formar un nuevo Gobierno militar; los presentes optaron por Kornílov como jefe de este futuro Gobierno, después de sopesar a otras figuras como el general Mijaíl Alekséiev, el comandante en jefe Alekséi Brusílov o el vicealmirante Aleksandr Kolchak. Poco después Kornílov comunicó a estos grupos conservadores su disposición a cooperar con ellos. Vasili Zavoiko, miembro de uno de los grupos derechistas favorables a la implantación de un Gobierno autoritario, se enroló en el Ejército para acompañar como ordenanza a Kornílov al frente tras su renuncia al mando militar en la capital tras la crisis de abril. Conspirador e intrigante, Zavoiko se convirtió en el asesor del general, con gran influencia en él. Las sospechas y rivalidades mutuas hicieron, sin embargo, que no surgiese una coordinación completa entre las diversas organizaciones de la derecha, a pesar del apoyo de todas a Kornílov. Junto a las organizaciones de industriales, banqueros y militares conservadores, los terratenientes también respaldaban la candidatura de Kornílov al Gobierno. El general se convirtió en la apuesta de todos aquellos grupos que se oponían cada vez más a los cambios que se habían producido tras la revolución: la influencia de los consejos, la existencia de consejos de soldados en el Ejército, la política agraria del socialrevolucionario Víctor Chernov o la política laboral del menchevique Matvéi Skóbelev. Kornílov contó también con las simpatías de los representantes de la Entente, que le consideraban el único hombre capaz de devolver el orden al país y devolverlo a la lucha contra los Imperios Centrales, su principal objetivo en Rusia. La prensa conservadora desató una campaña de ensalzamiento del general como el hombre providencial que debía salvar a Rusia; para la izquierda rusa, se convirtió en el símbolo de la contrarrevolución. En el Ejército, el general contaba con el respaldo de la Unión de Oficiales, una de las numerosas asociaciones surgidas tras la caída de la monarquía, que sirvió de enlace entre Kornílov y otras asociaciones militares patrióticas de oficiales de la retaguardia, financiadas generosamente por el «Centro Republicano» o la Liga por la Regeneración Económica de Rusia de Aleksandr Guchkov. Para sus partidarios, Kornílov era el salvador destinado a devolver el orden al país, restaurar la disciplina en el frente y eliminar la influencia política de la izquierda radical, especialmente la de los bolcheviques. Su fama de héroe de guerra, su fuga de un campo de prisioneros austrohúngaro en 1916 y su notable desempeño al frente del 8.º Ejército durante la ofensiva del verano cimentaban su prestigio.
Tras las Jornadas de Julio, Aleksandr Kérenski trató de lograr el apoyo de industriales y kadetes, que impusieron a Kornílov como ministro de un futuro Gobierno de coalición autoritario. Su nombramiento como comandante en jefe del Ejército se debió en parte al deseo del primer ministro de ganar el respaldo de estos sectores.

### Plan de reformas de Kornílov

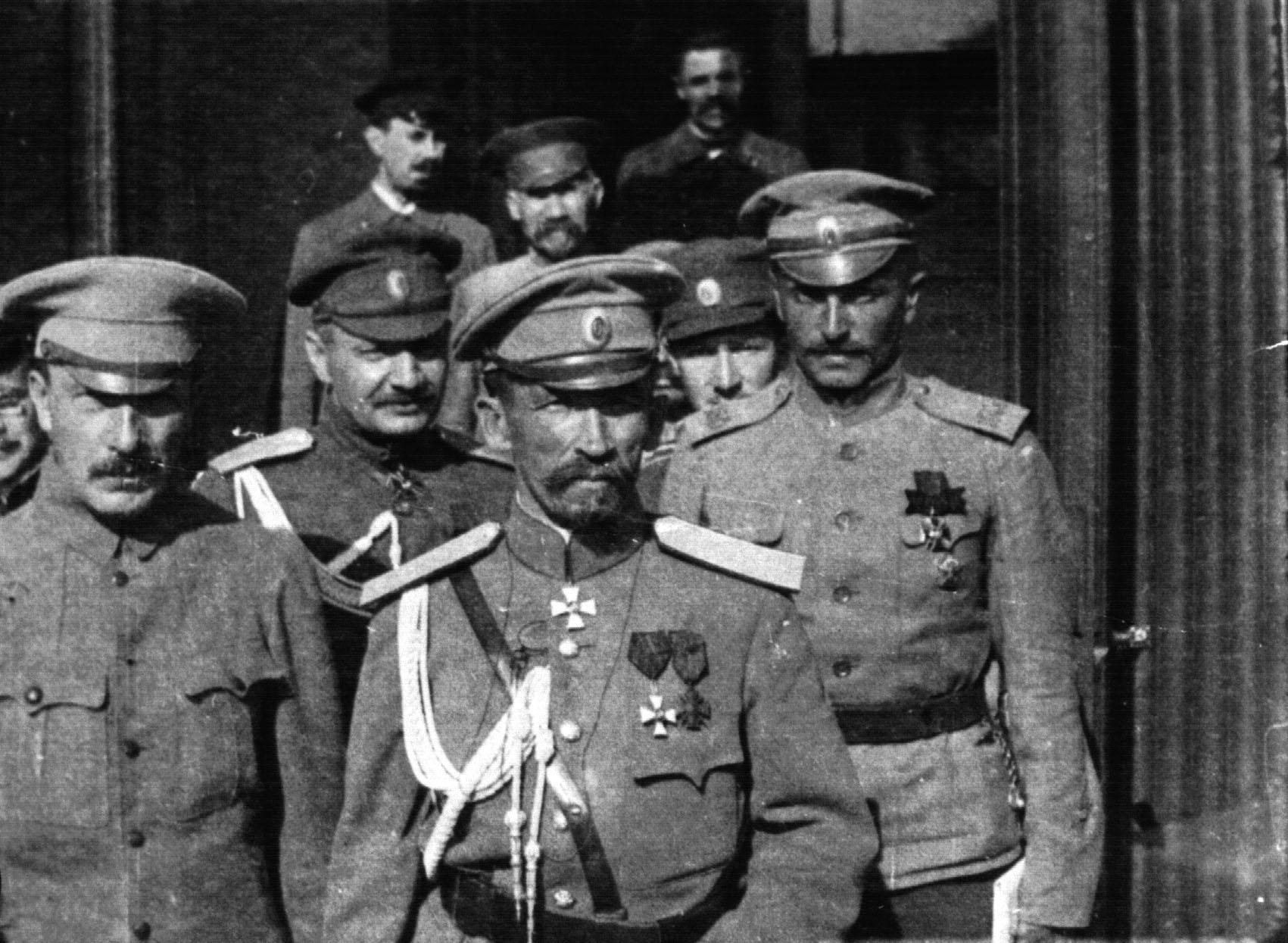
Kornílov y sus edecanes. Borís Sávinkov, viceministro de Defensa, aparece junto al general, el primero por la izquierda.

A propuesta de Borís Sávinkov, nuevo viceministro de Defensa y figura clave en el nombramiento de Kornílov como comandante en jefe, este visitó al primer ministro el 3 de agostojul./ 16 de agostogreg. en la capital, llevando un plan para restaurar la disciplina en las fuerzas armadas —nuevamente redactado por Zavoiko— que no gustó a Kérenski. El plan original, prácticamente limitado a medidas relativas al frente, fue pronto extendido para incluir medidas que, en la práctica, suponían la proclamación de una dictadura militar. El plan contaba con la simpatía de la mayoría del generalato ruso. El general se entrevistó primero con Kérenski, el ministro de Exteriores Mijaíl Teréshchenko y Sávinkov, y Kérenski se negó a presentar su plan ante el gabinete al completo convencido de que hundiría la coalición por la oposición de Víctor Chernov y de los consejos; finalmente el general se limitó a informar al Consejo de Ministros de la situación en el frente, sin presentar su plan. El comisario Filonenko quedó encargado de realizar una revisión del borrador para presentarlo más tarde al Consejo de Ministros con una redacción más aceptable. Filtrado el plan a la prensa, produjo una gran controversia entre sus defensores y adversarios. El 6 de agostojul./ 19 de agostogreg., Kornílov solicitó el traspaso del mando del distrito militar de Petrogrado, hasta entonces dependiente del Ministerio de Defensa, justificándose por la cercanía de la capital al frente y comenzó a ordenar el acercamiento de ciertas unidades a la capital.
Tras el rápido regreso del general al frente, comenzaron a circular rumores sobre su inminente relevo, que organizaciones de derecha aprovecharon para pedir que siguiese en su puesto. Para entonces, Kornílov estaba convencido de la necesidad de militarizar las fábricas y los ferrocarriles —puntos que Filonenko incluyó en su nuevo borrador del plan de reformas—, la eliminación de los consejos y el aplastamiento de los bolcheviques. Desconfiaba además de que Kérenski se plegase a aceptar estas medidas y, en una conversación privada con un general británico de enlace en el Estado Mayor, le calificó de oportunista y poco fiable.

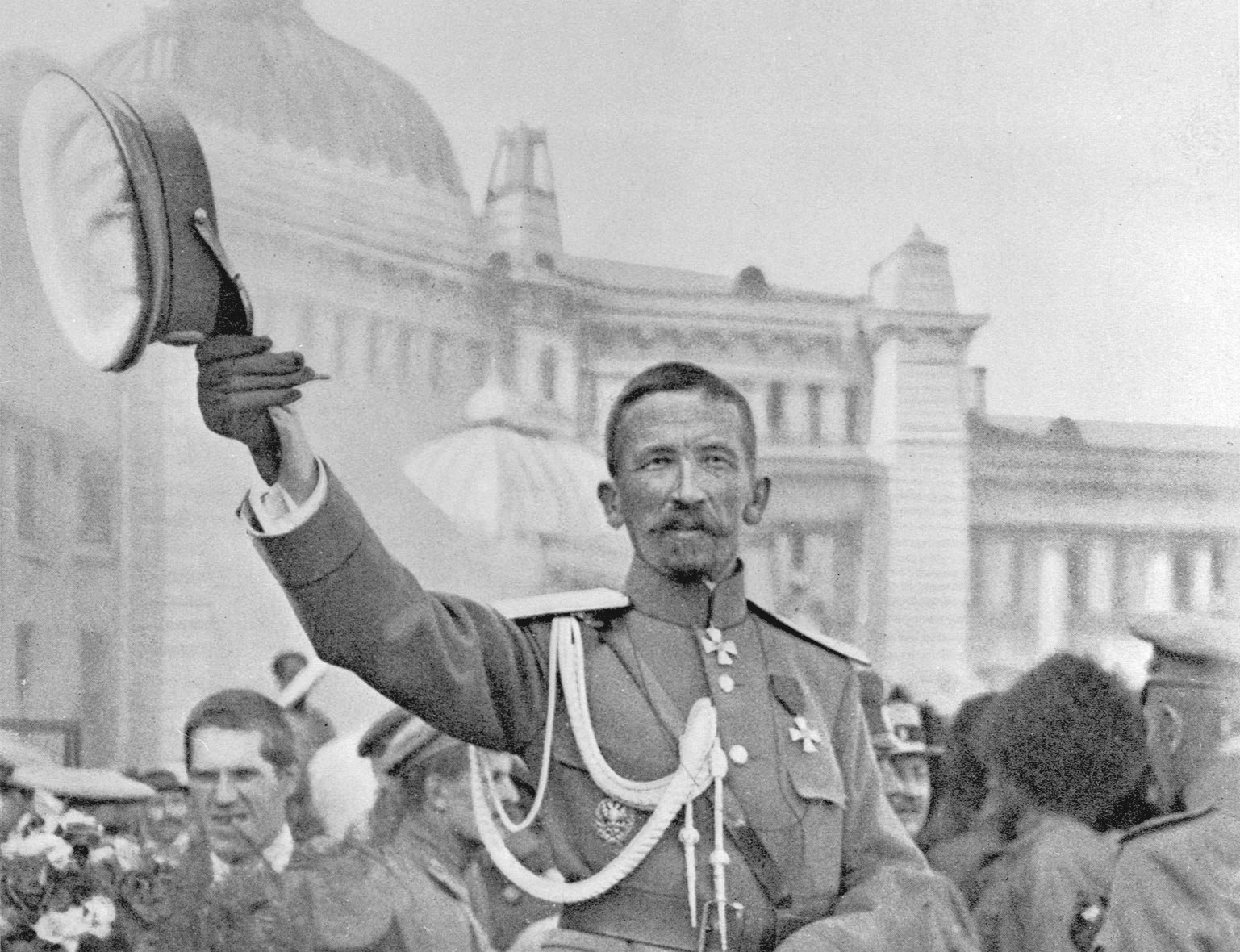
Kornílov, aclamado por los conservadores a su llegada a Moscú para la Conferencia Estatal.

El 8 de agostojul./ 21 de agostogreg., Sávinkov trató en vano de que Kérenski aprobase ciertas detenciones de extremistas de izquierda y derecha y la restauración de la pena de muerte en la retaguardia del frente. El rechazo de Kérenski impedía que la propuesta se debatiese en el Consejo de Ministros, pero Sávinkov decidió lograrlo haciendo que la presentase Kornílov como jefe del Estado Mayor que, por su cargo, podía dirigirse sin cortapisas al Gobierno. Kérenski se mostraba partidario de las medidas redactadas por Filonenko para tratar de acabar con la crisis industrial y de transporte, pero temía la reacción del sóviet y de los obreros y soldados. Ante la posibilidad de que el anuncio de las medidas llevase a una ruptura con el sóviet, un enfrentamiento civil y la instauración de un Gobierno a merced de los militares, Kérenski vacilaba.
Días después y temiendo ser destituido y arrestado, Kornílov se negó a volver a acudir a la capital para informar el Gobierno de sus planes de reforma militar. El 10 de agostojul./ 23 de agostogreg., convencido por Sávinkov de la necesidad de viajar a la capital para lograr la aprobación de su plan de reformas, Kornílov se trasladó, no obstante, a Petrogrado rodeado de guardaespaldas —temía ser asesinado por el consejo de Petrogrado— y volvió a entrevistarse con Kérenski, tras aprobar el segundo borrador de Filonenko. Kérenski, que no permitió que el general expusiese sus propuestas ante el gabinete en pleno, las rechazó en una tensa entrevista con Kornílov que acabó a gritos. Ambos se acusaron de llevar al país al desastre. El Gobierno en pleno siguió sin conocer el contenido de la propuesta de Kornílov, que únicamente pudo presentarla ante Teréshchenko, Nekrásov y el propio Kérenski. Estos se mostraron dispuestos a respaldar ante el resto de sus colegas las medidas presentadas en el primer borrador, pero rechazaron las añadidas al segundo relativas a la industria y el transporte.
Esa misma noche, Kornílov regresó a Maguilov, enterándose de camino de la dimisión de Sávinkov, que trató con esta acción de presionar al primer ministro para que aceptase las medidas propuestas por el general. Al día siguiente, Kornílov ordenó al III Cuerpo de Caballería trasladarse a una posición que le permitiría marchar fácilmente sobre la capital. Confiaba aún, sin embargo, en poder imponer su plan de reformas con la cooperación del Gobierno, mostrándose dispuesto, no obstante, a hacerlo incluso con la oposición del mismo. Dirigiéndose a su lugarteniente el general Lukomski, Kornílov afirmó que el envío de tropas a la capital era necesario debido a que «ya era hora de ahorcar a los agentes y espías alemanes encabezados por Lenin» y de «dispersar el consejo de trabajadores y soldados de manera que no pudiese volver a reunirse en ninguna parte»; el nombramiento del ultraconservador Krýmov para dirigirlas se debía a que no dudaría en caso necesario en «colgar a todos los miembros del sóviet».

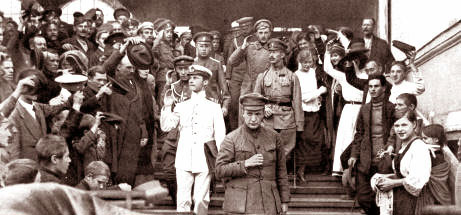
Kérenski abandonando el Teatro Bolshói de Moscú, sede de la Conferencia Estatal. El intento de reforzar su posición mediante la reunión de diversos sectores de la sociedad rusa resultó un fracaso que mostró claramente la polarización creciente entre izquierda y derecha.

Consciente de que la aplicación de las medidas propuestas por Kornílov lo llevarían a un enfrentamiento con el Sóviet de Petrogrado, Kérenski pretendía reforzar su posición en la Conferencia Estatal de Moscú (12 de agostojul./ 25 de agostogreg.-14 de agostojul./ 27 de agostogreg.) antes de tener que discutir con el general mientras que este comenzó a tratar de recabar apoyos que le permitiesen poner en marcha sus planes incluso ante la oposición del Gobierno. Kérenski deseaba obtener un mandato de la nación para revitalizar la guerra hasta lograr la victoria militar, pero sin sacrificar lo que consideraba logros de la revolución. A finales de agosto, poco antes de la Conferencia Estatal, otra conferencia privada de destacadas figuras de la derecha, principalmente kadetes y empresarios, animó a Kornílov a dar un golpe de Estado y acabar con el Gobierno provisional.
En la Conferencia Estatal, Kornílov fue aclamado por los representantes de la derecha. La reunión, en vez de convertirse en la ocasión para reforzar el poder gubernamental, simplemente mostró la ruptura irreconciliable entre derecha e izquierda en el país. Los bolcheviques se opusieron a la Conferencia, no acudieron y convocaron una huelga en la ciudad, que se encontró medio paralizada durante la Conferencia. Para el primer ministro fue una derrota política y su posición quedó muy debilitada, como reconoció al propio Sávinkov, que recuperó su puesto de viceministro por insistencia de los asesores militares del primer ministro. El general quedó encumbrado, por el contrario, como el campeón de la derecha rusa. Kornílov regresó al cuartel general convencido de la imposibilidad de lograr la cooperación del primer ministro en su plan de reformas defendidas por las fuerzas de derecha.
El 17 de agostojul./ 30 de agostogreg., Kérenski, cada vez bajo mayor presión, indicó a Sávinkov —nuevamente viceministro de Defensa— su disposición a aceptar en principio los planes de reforma del general, incluyendo la restauración de la pena de muerte en la retaguardia; este entendió que sus propuestas recibían así el beneplácito del Gobierno. Este, sin embargo, desconocía la acción del primer ministro. Kérenski había aceptado ante Sávinkov el control de la capital por Kornílov ante la creciente cercanía del frente tras el comienzo de la ofensiva alemana contra Riga, pero solamente tras el traslado de la capital a Moscú; esto debía servir para aplastar militarmente a los bolcheviques sin dejar a la vez al Gobierno a merced del alto mando. El 20 de agostojul./ 2 de septiembregreg., Sávinkov partía nuevamente hacia la sede del Estado Mayor para tratar con Kornílov por encargo del primer ministro.
Mientras, el comandante en jefe continuó sus preparativos militares para concentrar un gran número de tropas cerca de la capital, las unidades principales eran la 1.ª División Cosaca y la División Montada Usuriski, parte del III Cuerpo de Caballería al mando de Krýmov. Consideradas entre las más disciplinadas y fiables políticamente por los mandos, estas unidades habían sido trasladadas a mediados de agosto desde sus posiciones en la reserva del frente rumano hasta las cercanías de Velíkiye Luki, a unos 450 km de la capital por ferrocarril. El 21 de agostojul./ 3 de septiembregreg., la 1.ª División marchó hacia Pskov, a mitad de camino de la capital. Al mismo tiempo, se asignó al III Cuerpo la «División Salvaje», formada por montañeses del Cáucaso famosos por su ferocidad y crueldad en el combate, que marchó hacia el norte desde el frente suroeste. Unidades cosacas y de choque del Báltico se prepararon también para actuar en Petrogrado; se convocó al comandante del I Cuerpo de Caballería a la sede del Estado Mayor para tratar la marcha de la 5.ª División Cosaca sobre la capital desde el norte.

### Acuerdo Kornílov-Kérenski

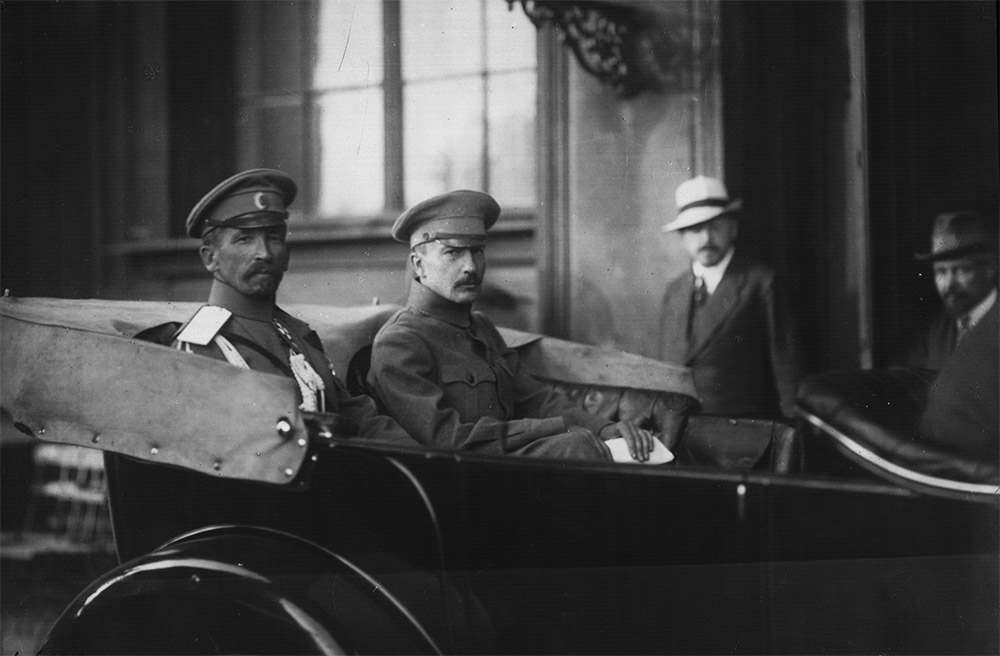
Kornílov y Sávinkov. Las conversaciones entre ambos condujeron a un acuerdo que posteriormente Kérenski rechazó, desencadenando el enfrentamiento entre él y el general.

Tras intensas negociaciones entre Sávinkov y Kornílov la tarde del 23 de agostojul./ 5 de septiembregreg. y la mañana del 24 de agostojul./ 6 de septiembregreg., se llegó a un acuerdo sobre las medidas a adoptar. Una de ellas estipulaba que la capital quedaría fuera de la jurisdicción militar del comandante —a pesar de las reiteradas peticiones de Kornílov para controlar las unidades acuarteladas en la ciudad—, mientras que otra indicaba el deseo del primer ministro de recibir las tropas del III Cuerpo de Ejército en la capital. Kornílov interpretó esta solicitud como la intención de Kérenski de utilizarlas contra los bolcheviques y demás organizaciones radicales, que previsiblemente se opondrían a la próxima extensión de la pena de muerte a la retaguardia, medida que Sávinkov indicó Kérenski estaba a punto de aprobar. El primer ministro debía de tener esa intención ya que las tropas no podían utilizarse para aplastar un posible golpe de Estado de la derecha. Kérenski temía que la publicación de la aprobación de los planes militares de Kornílov podrían llevar a un alzamiento de los bolcheviques, para lo que podría necesitar las tropas del frente.
En realidad, las tropas que debían enviarse a la capital habían comenzado a reunirse ya antes de la conferencia de Moscú; con quince mil veteranos del frente, el «Ejército especial de Petrogrado» debía servir para aplastar a los bolcheviques. La división de carros blindados británica fue retirada del frente suroeste para apoyar a estas tropas. Para justificar la marcha de estas unidades sobre la capital, Kornílov preparaba un falso levantamiento de oficiales que, haciéndose pasar por bolcheviques rebeldes en Petrogrado, le permitiese presentarse como salvador del Gobierno ante una confabulación alemana. Tres de cada división fueron enviados por el alto mando a la capital días antes del señalado para la acción. La prensa favorable a Kornílov azuzaría la tensión en la ciudad y los conspiradores tratarían de llamar a los obreros a un levantamiento que fuese aplastado por las tropas que marcharían sobre la capital. Además, el general había incluido entre las fuerzas enviadas a las cercanías de la capital a la llamada «División Salvaje», formada por montañeses del Cáucaso, a pesar de la petición expresa que esta unidad fuese excluida de las unidades enviadas. Sávinkov había pactado también que no fuese el reaccionario general Krýmov quien mandase el III Cuerpo en su marcha hacia la capital, condición que Kornílov aceptó en principio, pero incumplió más tarde. Tras sus conversaciones con Sávinkov, sin embargo, Kornílov se convenció de que no haría falta actuar ilegalmente para acabar con el radicalismo de izquierda en la capital al contar con el respaldo de Kérenski.
Kérenski, por su parte, había aceptado la supresión de la guarnición de la base naval de Kronstadt, el bloqueo de los buques controlados por los marinos bolcheviques mediante el hundimiento de ciertas barcazas por parte de oficiales, el intento de soborno de ciertas unidades de letones y el uso de unidades polacas y checas para tratar de controlar ciertos puntos estratégicos.
A su regreso a la capital, Sávinkov urgió en varias ocasiones a Kérenki a firmar los borradores de las leyes pactadas con Kornílov y presentarlas ante el gabinete, que el general estaba convencido las aprobaría, quizá con la oposición aislada de algún ministro, del consejo y de los bolcheviques, oposición que estaba dispuesto a aplastar militarmente. En una última audiencia privada con Kérenski, Sávinkov le recriminó sus vacilaciones y dilación en aprobar las leyes y logró su promesa de hacerlo ese mismo día (26 de agostojul./ 8 de septiembregreg.).

### Actividades de Lvov

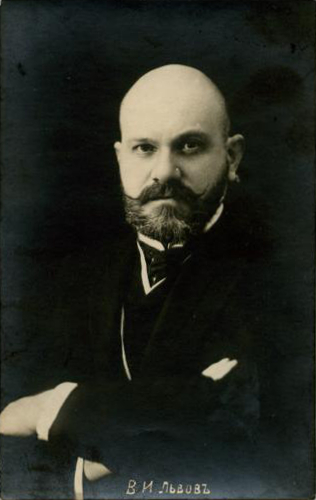
Vladímir Lvov, antiguo diputado octubrista y procurador del Santísimo Sínodo Gobernante, llevó a cabo negociaciones entre Kornílov y Kérenski, confundiendo a ambos.

Mientras, Vladímir Lvov, antiguo procurador del Santísimo Sínodo Gobernante, llevaba a cabo ciertas reuniones con el primer ministro y el comandante en jefe con el fin de acercar posturas, y confundió en realidad a ambos. Tras reunirse con un representante de uno de los grupos de derecha que le informó de los planes de golpe de Kornílov, el 22 de agostojul./ 4 de septiembregreg. se reunió con Kérenski y le ofreció el apoyo de fuerzas de derecha y algunos socialistas para remodelar el Gobierno y evitar el uso de la fuerza. Lvov estaba convencido de que tanto Kérenski como Kornílov estaban decididos a implantar un nuevo Gobierno autoritario, necesario en su opinión para restaurar el orden en el país. El primer ministro aceptó seguir las conversaciones para descubrir lo que creyó era una conspiración de la derecha para acabar con el Gobierno. Lvov, por su parte, creía haber recibido poderes plenipotenciarios del primer ministro para tratar el cambio de Gobierno.
Tres días más tarde, Lvov se entrevistaba con Kornílov después de hacerlo con representantes de la derecha en Moscú, favorables a un acuerdo pacífico con Kérenski que les hubiese evitado el uso de la fuerza, y le comunicaba la disposición de Kérenski a dimitir y traspasar el poder a sus manos como dictador militar. Kornílov, creyendo que Lvov en efecto hablaba en nombre del primer ministro, se mostró dispuesto a aceptar el puesto e incluir a Sávinkov y al propio Kérenski en su futuro Gobierno, indicando la necesidad de que este último se trasladase al cuartel general del alto mando para evitar ser capturado por los bolcheviques en el golpe que suponía tramaban para la celebración de la Revolución de Febrero el 28 de agostojul./ 10 de septiembregreg. y que era seguro cuando se anunciasen las concesiones a Kornílov.
De vuelta en la capital, el 26 de agostojul./ 8 de septiembregreg. Lvov planteó, sin embargo, a Kérenski la renuncia y la implantación de un Gobierno militar y la proclamación de la ley marcial. Lvov había expuesto las propuestas de Kornílov como un ultimátum. Kérenski pidió a Lvov que pusiese por escrito las condiciones supuestamente exigidas por el comandante en jefe, que fueron las siguientes:

El general Kornílov propone:
1. Que se proclame la ley marcial en Petrogrado.
2. Que toda autoridad civil y militar se traspase al generalísimo.
3. Que todos los ministros, a excepción del presidente del Gobierno, dimitan y que el poder ejecutivo temporal se transfiera a los viceministros hasta la formación de un gabinete por el generalísimo.

Lvov

Esa tarde, Kérenski solicitó confirmación de la propuesta de Kornílov mediante una especie de teletipo y convocó a Lvov al Ministerio de Defensa para ponerse en contacto con el general y confirmar sus condiciones, tomando la propuesta de Lvov en realidad como un ultimátum para acabar con el Gobierno y deseando confirmar si el comandante en jefe estaba verdaderamente implicado.
Ausente Lvov, que llegó tarde a la cita de las ocho de la tarde, Kérenski conversó con Kornílov en su nombre, fingiendo ser el propio Lvov, de manera ambigua; cada uno entendió la conversación de manera diferente. Kérenski entendió que Kornílov no deseaba ya ayudarle a aplastar a los radicales de izquierda, sino apartarlo del poder. Decidió entonces utilizar la conversación con el general para denunciarlo como rebelde. Lvov, que llegó poco después de acabarse la comunicación con Maguilov, fue inmediatamente arrestado. Por su parte, Kornílov se convenció de haber llegado a un acuerdo definitivo con el primer ministro gracias a la mediación de Sávinkov y Lvov y de que aquel acudiría a la sede del Estado Mayor para ultimar los detalles del plan.

### Preparativos de Kornílov

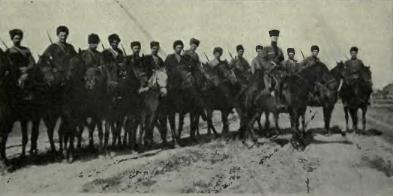
La «División Salvaje» de Kornílov, una de las unidades que marcharon sobre Petrogrado.

Kornílov pretendía, creyendo tener el apoyo del Gobierno, eliminar a los elementos más radicales de la revolución mediante un golpe militar. El 24 de agostojul./ 6 de septiembregreg., poco después de la partida de Sávinkov hacia la capital, había ordenado el traslado a los alrededores de la capital de las tres divisiones del III Cuerpo y convocado a dirigentes de la derecha (Miliukov, Rodzianko, Maklakov y Teréshchenko) al cuartel general para el día 28 de agostojul./ 10 de septiembregreg., con intención de incluirlos en las conversaciones sobre el nuevo Gobierno dictatorial. La noche del 25 de agostojul./ 7 de septiembregreg., el cuerpo recibió nuevas órdenes, entre ellas la de marchar hacia el norte a la mañana siguiente; el comandante del frente norte, general Klembovski, recibió instrucciones de embarcar a la División Montada Usuriski en trenes para enviarla a la capital por la línea Pskov-Narva-Krásnoie Seló. Las otras dos unidades del cuerpo se dirigirían a Gátchina y Tsárskoye Seló, en los alrededores de Petrogrado. La «División Salvaje» se encontraba entonces en Dno y la 1.ª Cosaca en Pskov.
El 27 de agostojul./ 9 de septiembregreg., Kornílov telegrafió a Sávinkov como había acordado solicitando que se proclamase la ley marcial en la capital dos días más tarde, aún convencido de la cooperación del Gobierno, e informándole de la marcha de las tropas hacia la capital.

### Denuncia de Kérenski
Una vez que Kérenski se enteró de que se encontraba entre las futuras víctimas del golpe, decidió relevar al general y, al negarse este, denunciarlo públicamente y solicitar la ayuda de la población contra sus planes. Kérenski comenzó por llamar a Nekrásov para presentarle la declaración de Lvov y la transcripción de la conversación con Kornílov, antes convocar a Sávinkov y acusarlo de estar involucrado en la confabulación. Kérenski dejó esperando al gabinete, que desde las diez de la noche esperaba al primer ministro en el salón de malaquita del Palacio de Invierno para tratar las propuestas de Kornílov, y llamó a Sávinkov, al que presentó también la nota de Lvov y la cinta de su conversación con el comandante en jefe; Sávinkov, que desconocía las gestiones de Lvov, se mostró convencido de que había un malentendido. Para entonces, sin embargo, Kérenski ya había destituido —en un telegrama formalmente ilegal— a Kornílov, que respondió negándose a acatarlo. Sávinkov condenó la acción de Kornílov y recibió el permiso del primer ministro para tratar de resolver la situación antes de que se convirtiese en un enfrentamiento público; empleó para ello toda la noche en conversaciones con el comisario Filonenko y el propio Kornílov.
Mientras, Kérenski acudió al gabinete cerca de la medianoche para exponer su conversación con el comandante en jefe y las exigencias tal como las había transmitido Lvov, presentándolas como una conspiración contrarrevolucionaria. Kérenski, que solicitó poderes ilimitados al gabinete para enfrentarse a lo que consideraba revuelta del general, obtuvo la dimisión de todo el gabinete y actuó desde entonces con poderes dictatoriales. La reunión finalizó entonces, a las 5 a. m. del día siguiente, con la intención de retomarla seis horas más tarde, con los ministros en funciones.
Kornílov, que no pretendía alzarse contra el Gobierno, sino acabar con los bolcheviques y los elementos más extremistas de entre los revolucionarios, reaccionó con sorpresa ante la actitud de Kérenski, y la comunicación de su destitución por telegrama la mañana del 27 de agostojul./ 9 de septiembregreg., entendiendo que su acción se debía a la presión del Sóviet de Petrogrado. Kérenski no se oponía en realidad al programa del general, sino a no dirigirlo y correr el riesgo de convertirse en una víctima del mismo. Ante el telegrama enviado por Kérenski, Kornílov, sorprendido por la medida y creyendo a Kérenski bajo el control del Sóviet, se negó a aceptar su destitución. Su primera reacción fue irracional: enfermó gravemente y solicitó a sus subordinados que lo acompañasen en el suicidio. Más tarde, confirmó la orden de avance de las tropas sobre la capital con la intención de rescatar al Gobierno de los bolcheviques, en cuyas manos entendía que se encontraba ya. Acusó al Gobierno, sin embargo, de actuar en connivencia con los alemanes. Poco después perdió contacto con el general Krýmov que dirigía las unidades contra la capital.
Al principio, Kérenski y Nekrásov estaban decididos a proclamar públicamente la destitución de Kornílov, pero varios ministros y Sávinkov lograron que se permitiese continuar las negociaciones para tratar de llegar a un acuerdo; Sávinkov ordenó a Filonenko regresar a la capital y trató en vano de que Kornílov se sometiese nuevamente al Gobierno. Toda la noche, Kérenski se mostró dispuesto a negociar con el general. Los ministros no deseaban acusar públicamente de traición a Kornílov y algunos incluso propusieron la dimisión conjunta de Kérenski y del propio Kornílov para resolver la situación y ofrecieron al general Mijaíl Alekséyev la presidencia del Gobierno. Kérenski trató de nombrar al general Lukomski, lugarteniente de Kornílov que lo había sustituido temporalmente tras la repentina enfermedad de este, nuevo comandante en jefe; Lukomski se negó, argumentando que el relevo de Kornílov significaba el rechazo gubernamental a las medidas que este defendía. Contó con el respaldo de cuatro de los cinco comandantes de los distintos frentes, que se opusieron también a la destitución de Kornílov. Los mandos trataron entonces de cortar las comunicaciones del Gobierno con las unidades militares para que no se extendiese la noticia del relevo de Kornílov, infructuosamente; los conspiradores no lograron controlar la red de comunicaciones y pronto las unidades fueron alertadas de la situación. Los comités tomaron las instalaciones telegráficas allí donde no lo hicieron agrupaciones espontáneas de soldados.
La madrugada del 28 de agostojul./ 10 de septiembregreg., Kérenski trató de impedir la publicación de la acusación de rebeldía de Kornílov ordenada, sin permiso del primer ministro, por Nekrásov. Sávinkov se enteró de la noticia al acudir al palacio esa mañana; Nekrásov le comunicó el anuncio y la marcha de las tropas sobre la capital. Al fracasar en el intento, las negociaciones entre las partes cesaron y esa mañana el país recibió la noticia de que Kornílov se había alzado contra el Gobierno y marchaba sobre la capital. Las unidades de Kornílov habían alcanzado para entonces Luga, a 140 km de la capital, sin encontrar resistencia.

## Desarrollo

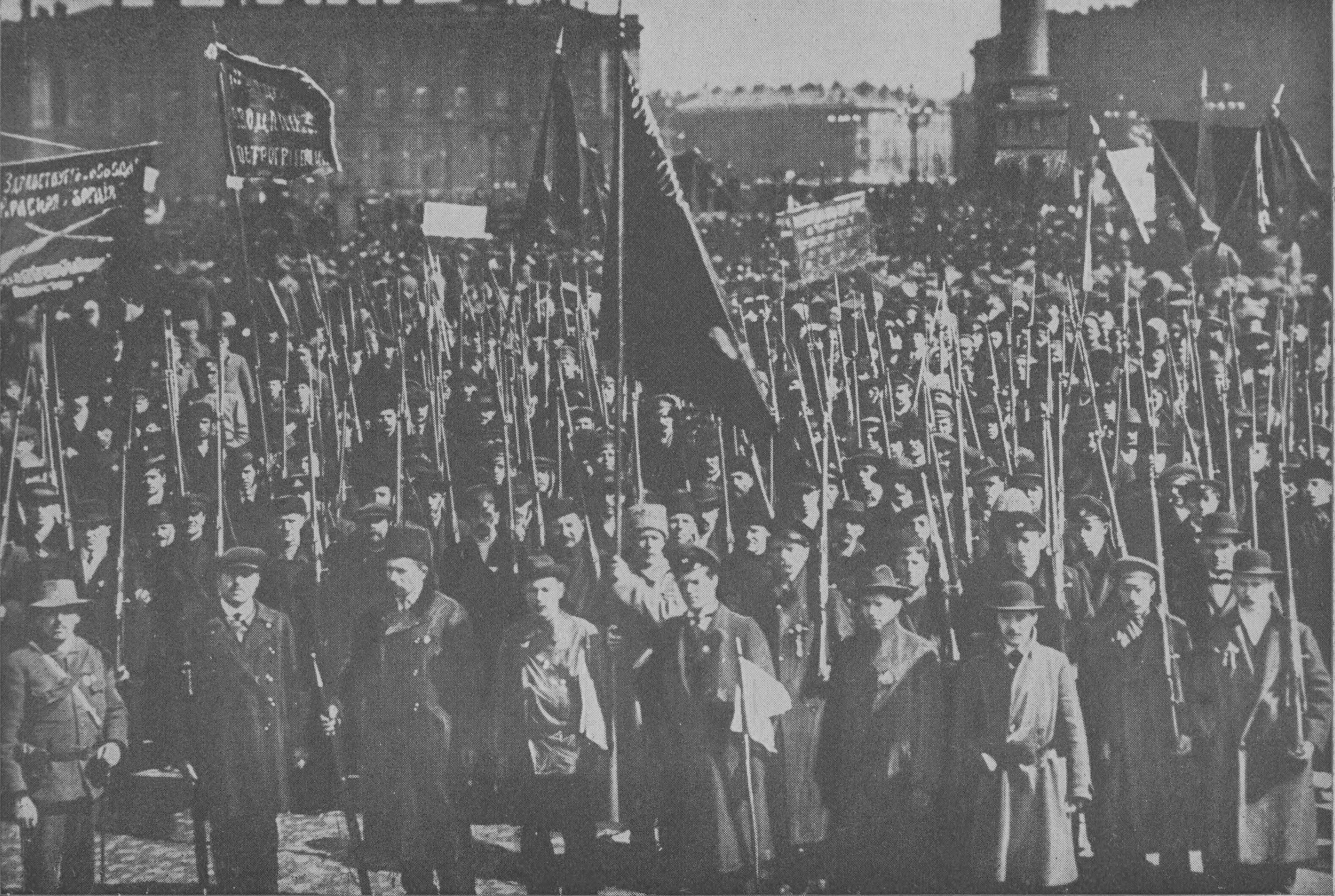
Guardias rojos ante el Palacio de Invierno. Estas milicias crecieron extraordinariamente durante el golpe de Estado, armadas por el propio Gobierno para oponerse a las unidades enviadas por Kornílov contra la capital. Conservaron sus armas tras el fracaso del golpe y tomaron parte en la Revolución de Octubre a favor de los bolcheviques.

El 27 de agostojul./ 9 de septiembregreg. el presidente del Gobierno provisional, Aleksandr Kérenski, solicitaba el apoyo popular contra un supuesto golpe de Estado del comandante en jefe del Ejército ruso, el general Lavr Kornílov. El Gobierno declaró estar defendiéndose a sí mismo y a la revolución de la reacción. Kérenski se nombró a sí mismo comandante en jefe del Ejército con el general Alekséiev, que lo despreciaba, como jefe del Estado Mayor. Antes, varios ministros se habían mostrado favorables a reemplazar a Kérenski por Alekséiev o por un directorio que lo incluyese, a lo que Kérenski se había opuesto. Debido a la insistencia de los ministros, sin embargo, Kérenski había acudido a Alekséiev, no para incluirlo como ministro o entregarle la presidencia del Gobierno, sino para ofrecerle el mando del Ejército. Alekséiev únicamente había aceptado el puesto de jefe del Estado Mayor.
Ese mismo día, la «División salvaje» había comenzado su marcha en ferrocarril hacia la capital y los trenes de vanguardia se hallaban ya cerca de Výritsa a la mañana siguiente, esa noche, algunos regimientos de la división alcanzaron la localidad, a sesenta kilómetros de Petrogrado. La División Usuriski había pasado por Pskov y se encontraba entre Narva y Yamburg; la 1.ª División Cosaca había alcanzado Luga. La situación de Kérenski parecía entonces poco halagüeña. En Výritsa, los ferroviarios habían bloqueado la vía con vagones cargados y levantado los rieles que conducían hacia la capital; los soldados no pudieron continuar avanzando y quedaron incomunicados. Ignorantes en general de los planes de Kornílov, las tropas comenzaron a recibir a los enviados del Sóviet capitalino y en ocasiones fueron rodeados por trabajadores y campesinos que los acusaron de traicionar la revolución.
El anuncio en la mañana del 28 de agostojul./ 10 de septiembregreg. obligó a Kornílov a declarar abiertamente su rebeldía contra el Gobierno. Tras haber creído que contaba con el apoyo del Consejo de Ministros para la toma del poder, simplemente volvió a su plan original de hacerse con él por la fuerza, sin la cooperación de Kérenski. Este nombró a Sávinkov gobernador militar de Petrogrado, después de que este declarase que había sido engañado por Kornílov, que temía le comprometiese si era llevado a juicio. Este nombramiento y las primeras noticias sobre los sucesos, sin embargo, provocaron la hostilidad de Chernov hacia el primer ministro.

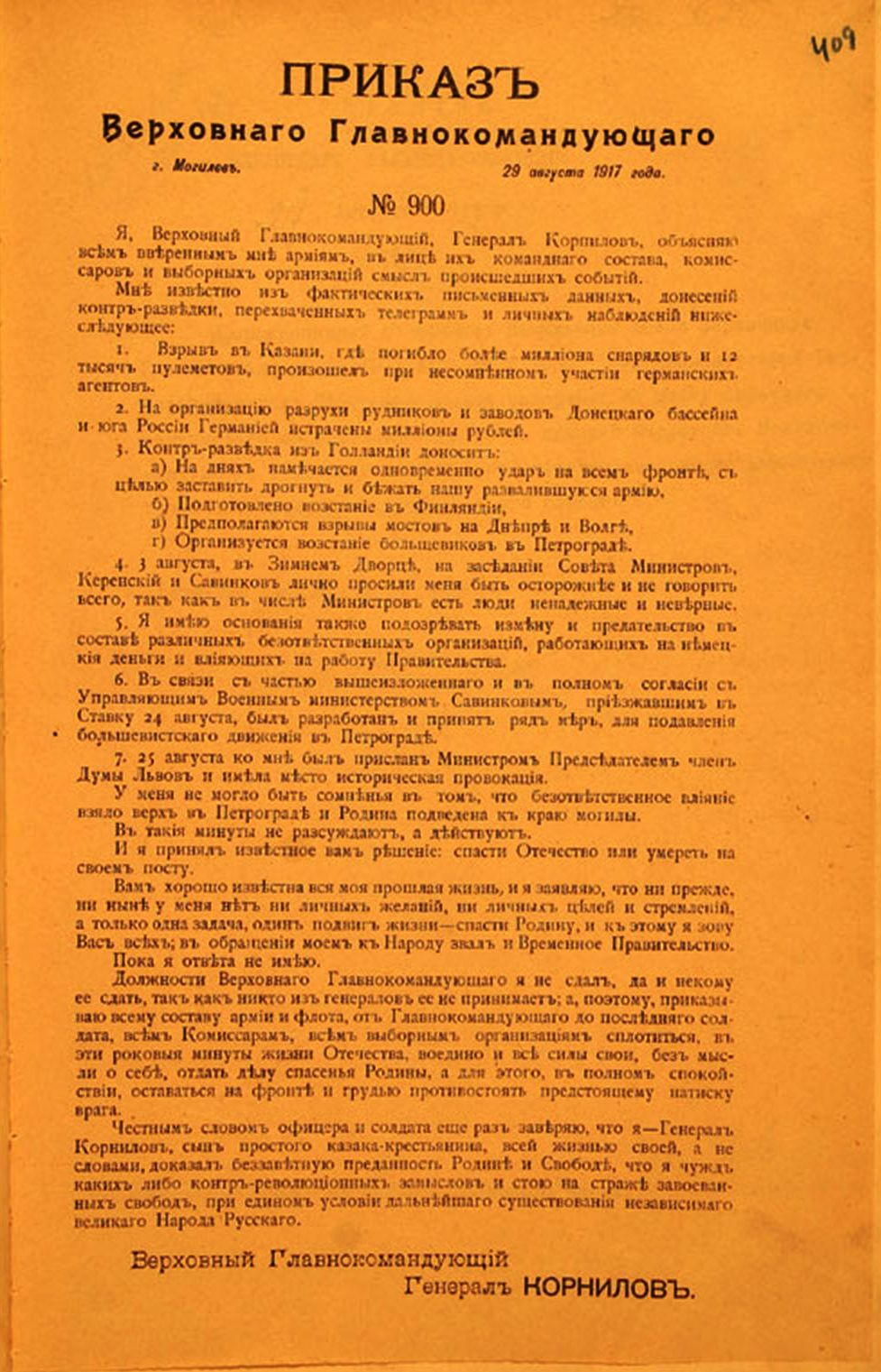
Proclama de Kornílov defendiendo su acciones tras el anuncio público de su rebeldía por parte del Gobierno.

Kérenski, a pesar de sus primeras declaraciones, se vio impotente para frenar por sí mismo a Kornílov. El Ejecutivo comenzó entonces a armar a los trabajadores para oponerse al avance de las tropas de Kornílov, armas que en la Revolución de Octubre se usaron contra el propio Gobierno. El Sóviet, tras dudar en su apoyo al primer ministro, se decidió a respaldarlo después de recibir la noticia del avance de las tropas hacia la capital. Mientras la guarnición comenzaba a desmontar las líneas férreas que las unidades de Kornílov debían usar para marchar sobre la capital, el Sóviet enviaba agitadores al III Cuerpo de Caballería para tratar de detener su avance. El Sóviet formó un comité para coordinar la defensa de Petrogrado; el 30 de agostojul./ 12 de septiembregreg. ya existían 240 de ellos por todo el país, encargados de agitar a la población contra Kornílov, conseguir armas, coordinar la oposición a los alzados y mantener los servicios básicos. Los bolcheviques, relegados tras las Jornadas de Julio, pudieron enviar tres delegados al comité como el resto de los grandes partidos socialistas; quedaron así rehabilitados políticamente. La fuerza armada del comité dependía en realidad de las formaciones controladas por los bolcheviques. El Sóviet contaba con más hombres en armas que Sávinkov, que fue relevado de su puesto tres días después de su nombramiento y entregado a la comisión gubernamental para la investigación del golpe. El sindicato de ferrocarriles, movilizado como muchas otras organizaciones a favor de la revolución, estorbó el avance de las tropas de Kornílov hacia Petrogrado. En las fábricas, largas colas de voluntarios esperaban para enrolarse como guardias rojos; tras una breve instrucción, se les envió a preparar las defensas al sur de la capital.
Los kadetes, los industriales y los oficiales, por su parte, abandonaron a su suerte a Kornílov, que solo recibió el apoyo de Miliukov a través de un editorial en su periódico Rech, que los impresores suprimieron y que le supuso el envío a Crimea por orden del comité central de su partido. Los oficiales que debían haber fingido el alzamiento bolchevique en la capital que había de justificar la marcha de las unidades militares contra la ciudad se encontraban durante el golpe gastando los fondos destinados para ello por el industrial Putílov en bebida en un par de locales nocturnos de la ciudad y esperando noticias de la ubicación de Krýmov y sus tropas. Cuando finalmente recibieron la orden de intervenir, el golpe había fracasado; el general Mijaíl Alekséiev amenazó con suicidarse si llevaban a cabo su insurrección fingida y logró disuadirlos.
Las tropas de Kornílov, al recibir la noticia de que no se había producido ningún alzamiento bolchevique en la capital, detuvieron su avance y recibieron a los agitadores enviados por el Sóviet. Informados de que el alzamiento contra el que se suponía que marchaban no existía, depusieron las armas. Filonenko, ya de vuelta en la capital, denunció a Kornílov y avisó a las tropas de que estaban siendo utilizadas por sus oficiales. La «División salvaje» recibió a una delegación del Cáucaso que se encontraba en Petrogrado y que les explicó la situación. Las tropas de caballería alzaron banderas rojas, detuvieron a sus comandantes y enviaron unos delegados a la capital a comunicar su lealtad al Gobierno. La División Usuriski se encontró en una situación similar a los montañeses. Algunos trabajadores detuvieron su avance a través de Narva durante siete horas; una vez que la vanguardia de la unidad alcanzó Yamburg la noche del 28 de agostojul./ 10 de septiembregreg. no pudo continuar avanzando al haber sido bloqueada y destruida la vía. Asediados pronto por diversas delegaciones de obreros y soldados, se avinieron rápidamente a desobedecer a sus oficiales y a proclamar su lealtad al Gobierno. La 1.ª División Cosaca también se pasó a los enviados del Sóviet; el comandante del cuerpo de ejército, general Krýmov, quedó aislado en su tren. Los ferroviarios habían detenido el avance de la unidad en Luga, donde quedó rodeada por la guarnición de veinte mil hombres. Habiendo recibido la orden de Kornílov de continuar su marcha hacia la capital a pesar de los obstáculos, Krýmov desistió una vez que se hubo cerciorado de la decisión de la guarnición de oponérsele por la fuerza y la renuencia de los cosacos a enfrentarse a ella. La tarde del 30 de agostojul./ 12 de septiembregreg., fue trasladado a Petrogrado para explicar la situación al primer ministro con un salvoconducto, este rechazó sus explicaciones. Poco después se suicidó. El comité ejecutivo del frente suroeste detuvo al general Antón Denikin y a su Estado Mayor, las tropas se hicieron con el control de las unidades en Finlandia y en Helsinki los marineros tomaron el control de los navíos de la flota en el puerto. El general Erdeli, al mando del «ejército especial», en el frente suroeste, fue detenido por unidades enviadas por el comité de la unidad tras negarse a rescindir las órdenes de marcha contra la capital; lo mismo sucedió en el 7.º y 11.º ejércitos. El respaldo inicial de los comandantes del frente occidental y rumano se tornó en apoyo al Gobierno tan pronto como Kornílov proclamó abiertamente su rebeldía. El comandante del frente norte, a pesar de sus simpatías por Kornílov, pronto apreció la inutilidad de cualquier resistencia y huyó disfrazado de soldado. Los intentos de los oficiales del Estado Mayor de respaldar a Kornílov fueron vanos y la mayoría de los oficiales de menor graduación respaldaron la acción de las unidades contra los alzados. La mayor parte de los comandantes de los ejércitos apoyaron desde el comienzo al Gobierno. En el frente, los comités y los soldados cooperaron para desbaratar el alzamiento en una impresionante muestra de poder.
Alekséiev no había aceptado el puesto de jefe del Estado Mayor sin condiciones y pactó con Kornílov que este continuase al frente del Ejército hasta su llegada a la sede del Estado Mayor; el «traidor» seguiría controlando las defensas del país hasta su llegada. El 1 de septiembrejul./ 14 de septiembregreg., Alekséiev se hizo con el control del cuartel general del Ejército y se detuvo e internó a Kornílov en el monasterio católico abandonado de Býjov, cerca de Maguilov. Los detenidos quedaron bajo custodia de la guardia personal de Kornílov y de soldados condecorados con la Orden de San Jorge. Denikin y sus seguidores en la sede del frente suroeste fueron trasladados al monasterio más tarde desde Berdýchiv. Kérenski había prometido además aplicar las medidas reclamadas originalmente por Kornílov.

## Fin y consecuencias
El 1 de septiembrejul./ 14 de septiembregreg., Kornílov se rendía y acababa el levantamiento. Internado en el monasterio de Býjov en condiciones muy favorables junto a otros oficiales, el grupo formó el núcleo del futuro Ejército de Voluntarios. Ese mismo día, Kérenski proclamó la República de Rusia y la formación de un directorio con él mismo a la cabeza. En realidad, las decisiones políticas siguió tomándolas por sí mismo, aunque cada vez era más impotente para aplicarlas.
Kérenski, que había tratado de recuperar fuerza aplastando el golpe, quedó completamente debilitado y en manos de las fuerzas militares de los bolcheviques. Su decisión de realizar una investigación secreta del golpe y su negativa a testificar en la misma acabaron con su reputación de socialista moderado íntegro. Supuestamente dictador, su autoridad era nula. La izquierda creía que había estado implicado de alguna manera en los planes del general, mientras que la derecha no le perdonaba haber hecho fracasar el pronunciamiento. Los socialistas moderados, que se habían opuesto al golpe, pero anteriormente habían respaldado el nombramiento de Kornílov, también sufrieron un menoscabo en el respaldo popular. El 31 de agostojul./ 13 de septiembregreg., los bolcheviques lograban la mayoría en el Sóviet de Petrogrado, síntoma de la radicalización política en la capital. Cuatro días más tarde, Trotski y otros bolcheviques que iban a desempeñar importantes papeles en la Revolución de Octubre fueron liberados.
Por otro lado, la disciplina en el Ejército se hundió tras el golpe. Recelosos de la postura de muchos oficiales, numerosos soldados detuvieron a sus mandos, ejecutándolos o torturándolos en ocasiones. A pesar de que únicamente algunos oficiales habían apoyado abiertamente a Kornílov, las tropas sospechaban que muchos otros habían simpatizado con él en secreto. Las deserciones se multiplicaron y muchos soldados, campesinos, marcharon a participar en la recogida de las cosechas y a atacar haciendas de los terratenientes. Numerosas resoluciones del frente exigieron la aplicación de la pena de muerte a Kornílov y sus partidarios, castigo que el propio general había logrado restituir en el Ejército. La reputación de Kérenksi en el frente se hundió cuando ordenó rescindir las medidas excepcionales que los comités y soldados habían puesto en marcha para controlar los centros de mando de las unidades y las comunicaciones y que aquellos creían habían salvado a la revolución.
Las principales consecuencias del golpe fueron:
- La pérdida de confianza de las masas con la derecha, muy implicada en el golpe.[1][167]
- El debilitamiento final del Gobierno provisional y de Kérenski, rechazados tanto por la izquierda como por la derecha, lo que aceleró su caída.[167]
- La pérdida de autoridad de los oficiales ante las tropas y la agudización de las sospechas de estas de que todos los oficiales eran meros representantes del antiguo régimen.[164]
- El reforzamiento[163] de los guardias rojos como principal defensa de la revolución, armados además por el Gobierno.[1] Estas milicias formaron el grueso de las tropas favorables a la toma del poder bolchevique en la Revolución de Octubre.[167]
- El crecimiento de la izquierda radical, especialmente de los bolcheviques, que habían augurado un intento de contrarrevolución y el peligro que Kornílov suponía.[163] Numerosos sóviets, incluido el de la capital, eligieron mayorías de estas corrientes después del fracaso del golpe.[163][167]
- El adelantamiento de los planes de Lenin para tomar el poder.[1][167]